# منحرف‌شده از مسیر
منحرف‌شده از مسیر (انگلیسی: Diverted) یک مینی‌سریال کانادایی است که در سال ۲۰۰۹ از شبکهٔ سی‌بی‌سی پخش شد. از میان بازیگران این سریال می‌توان به شان اشمور، دیوید سوشی و جوآن ولی نام برد.
این سریال، شرحی خیالی از وقایعی است که برای اهالی گندر، نیوفاندلند و لابرادور و مسافران پروازی پیش آمد که مسیر پروازی‌شان در جریان حملات ۱۱ سپتامبر و «عملیات روبان زرد»، توسط اداره هوانوردی فدرال منحرف و تغییر داده شد.